# Възнесение Господне (Лукянивка)
„Възнесение Господне“ е унищожена дървена църква от втората половина на XIX век в село Лукянивка в района на град Бровари, Киевска област, Украйна. Била е част от Борисполската епархия на Украинската православна църква и паметник на украинската дървена църковна архитектура.

## История
Първата църква в село Лукянивка е била построена през 1758 година. През 1879 година срещу нея е била издигната съвременната църква – „Възнесение Господне“, а старата скоро след това е била премахната. През 1930 година храмът е затворен за богослужения. Те са възобновени по време на германската окупация през 1941 г. и оттогава той никога не е затварян.
В ранните часове на 25 март 2022 г., по време на руското нападение над Украйна, руски танк разрушава църквата с четири изстрела. Според украински източници, църквата е разрушена от руските окупационни части за отмъщение заради освобождението на селото от украинските сили.